# Scorzonera cana
La scorzonera delle argille (nome scientifico Scorzonera cana  (C.A.Mey.) O.Hoffm., 1893 ) è una specie di pianta angiosperma dicotiledone della famiglia delle Asteraceae.

## Etimologia
Il nome del genere (Scorzonera) ha una etimologia incerta; potrebbe derivare da più radici quali "scorzon" in francese antico, "Scorsone" in italiano e "escorzonera" in spagnolo, il cui significato è "scorza nera"; ma anche "vipera", forse dall'uso delle sue radici come antidoto al morso dei serpenti.. L'epiteto specifico (cana = color cenere, grigio, canuto) fa probabilmente riferimento al colore dei petali.
Il binomio scientifico di questa pianta è stato proposto dai botanici Carl Anton von Meyer (1795-1855) e Karl August Otto Hoffmann (1853-1909) nella pubblicazione "Naturlichen Pflanzenfamilien" ( Nat. Pflanzenfam. [Engler & Prantl] 4(5): 365 ) del 1893.

## Descrizione

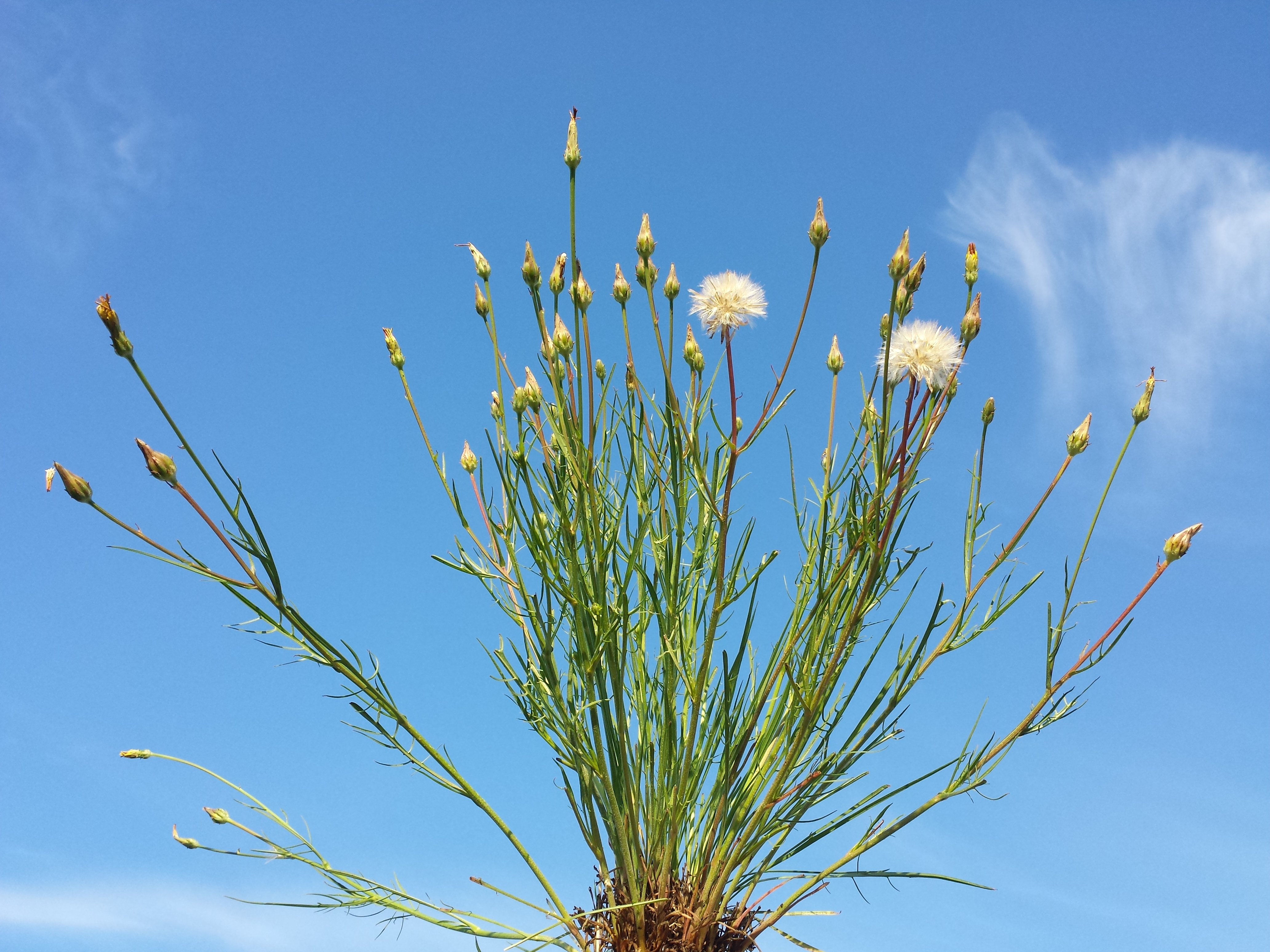
Il portamento

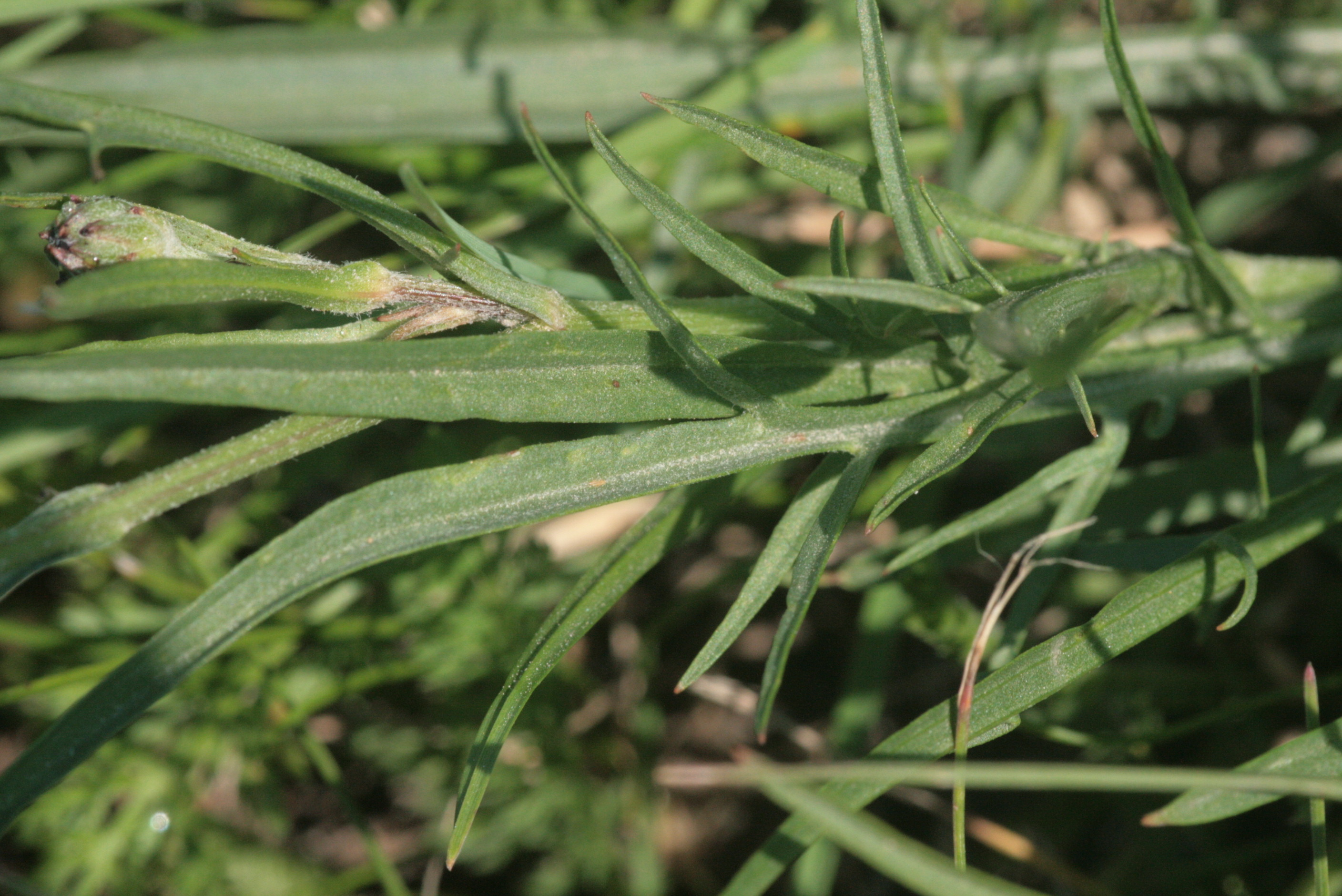
Le foglie

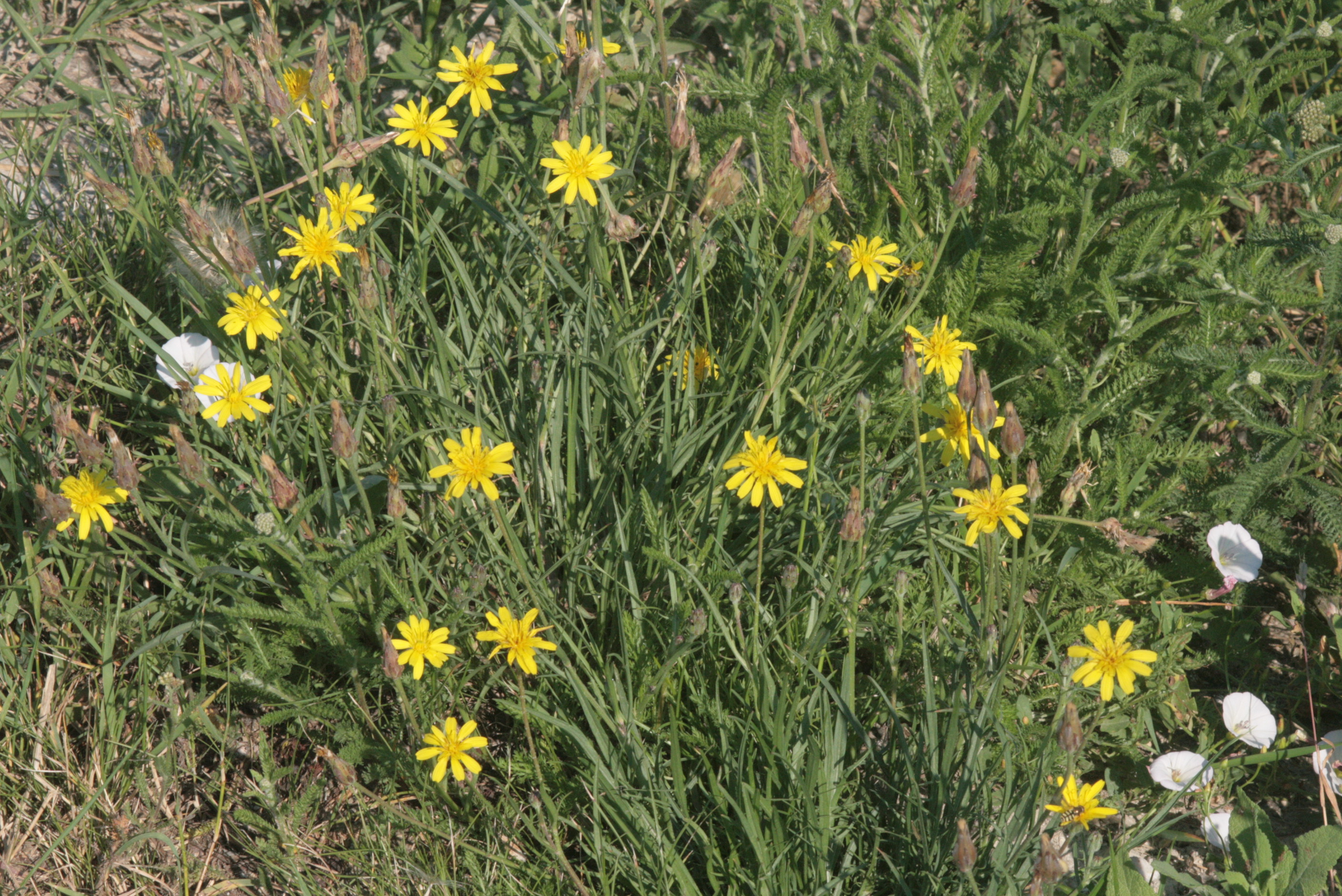
Infiorescenza

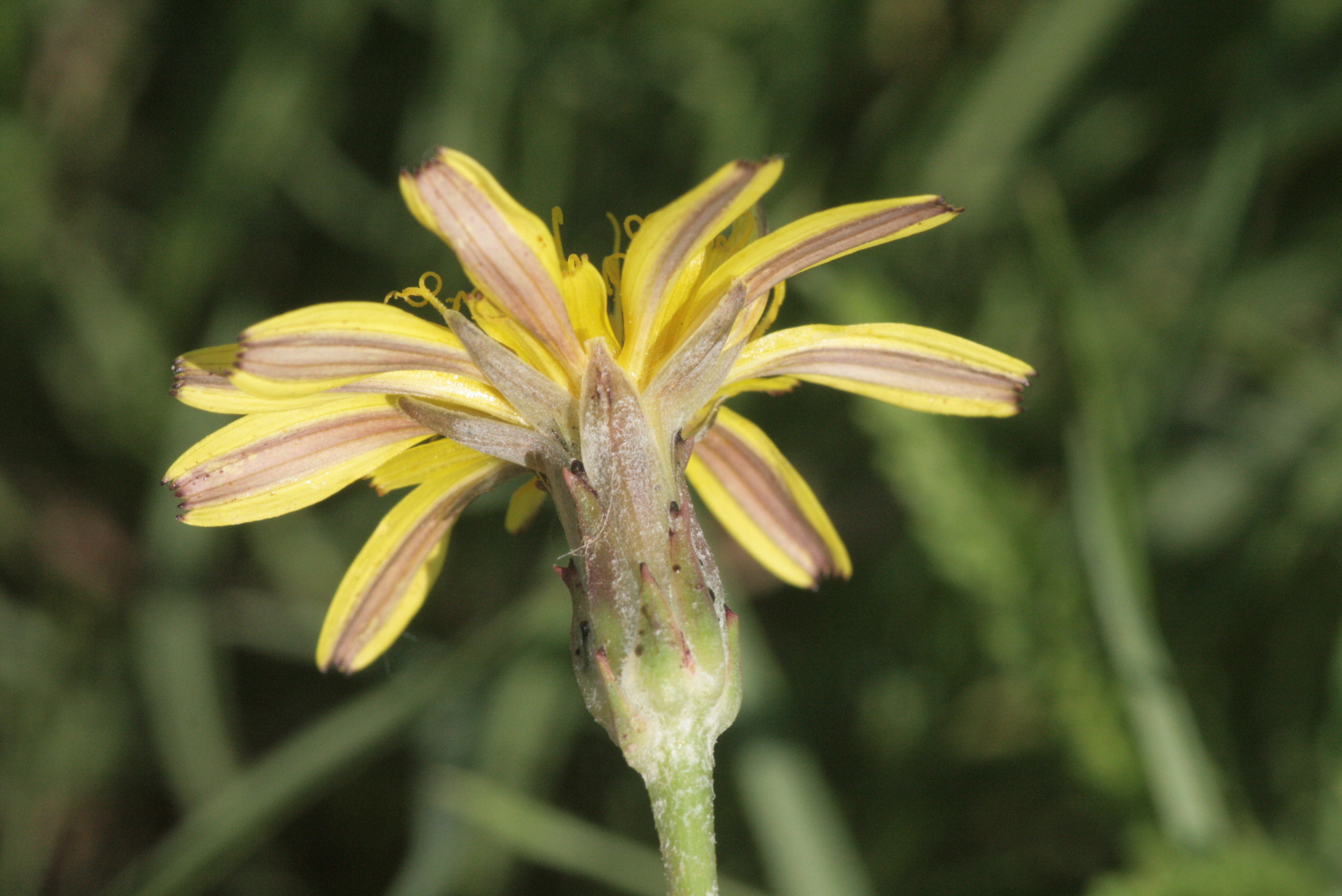
I fiori

Habitus. La forma biologica è emicriptofita scaposa (H scap), ossia in generale sono piante erbacee, a ciclo biologico perenne, con gemme svernanti al livello del suolo e protette dalla lettiera o dalla neve e sono dotate di un asse fiorale eretto e spesso privo di foglie.
Fusto. 
- Parte ipogea: la parte sotterranea è una radice legnosa ingrossata, ramificata. Le radici sono secondarie da rizoma.
- Parte epigea: la parte aerea del fusto è eretta e ramosa; la sezione è cilindrica, la superficie è solcata all'apice ed è pubescente; può essere ruvida. L'altezza di queste piante varia da 1 a 4 dm.

Foglie. Le foglie si dividono in basali e in cauline. Quelle basali, ragnatelose, hanno una lamina a forma pennatosetta con 3 - 4 paia di segmenti lineari subopposti (quello apicale è lineare-lanceolato); il rachide è largo 1,5 mm. Le foglie cauline sono simili ma ridotte e sessili. Lunghezza delle foglie basali: 6 – 8 cm. Dimensione dei segmenti delle foglie inferiori: larghezza 1 mm; lunghezza 10 mm.
Infiorescenza. Le infiorescenze sono composte da alcuni capolino terminali. I capolini sono formati da un involucro di tipo cilindrico composto da diverse brattee (o squame) disposte su parecchie serie all'interno delle quali un ricettacolo fa da base ai fiori tutti ligulati. Le brattee con forme lanceolate spesso all'apice hanno una punta eretta. Il ricettacolo è nudo, ossia privo di pagliette a protezione della base dei fiori. Diametro dei capolini: 1,5 – 3 cm. Dimensioni dell'involucro: larghezza 8 mm; lunghezza 15 mm. Alla fruttificazione l'involucro si allunga fino a 4 cm.
Fiori. I fiori sono tutti del tipo ligulato (il tipo tubuloso, i fiori del disco, presente nella maggioranza delle Asteraceae, qui è assente), sono tetra-ciclici (ossia sono presenti 4 verticilli: calice – corolla – androceo – gineceo) e pentameri (ogni verticillo ha 5 elementi). I fiori sono ermafroditi e zigomorfi.
- Formula fiorale:

*/x K {\displaystyle \infty }, [C (5), A (5)], G 2 (infero), achenio
- Calice: i sepali del calice sono ridotti ad una coroncina di squame.
- Corolla: le corolle sono formate da una ligula terminante con 5 denti; le ligule sono colorate di giallo (spesso sono rossastre nella parte inferiore); i fiori periferici superano (1,5 - 2 volte) l'apice delle squame dell'involucro. Dimensione delle ligule: larghezza 2 mm; lunghezza 12 mm.
- Androceo: gli stami sono 5 con filamenti liberi, mentre le antere sono saldate in un manicotto (o tubo) circondante lo stilo.[14] Le antere alla base sono acute. Il polline è tricolporato (con due lacune), è echinato (con punte) e anche "lophato" (la parte più esterna dell'esina è sollevata a forma di creste e depressioni).[15]
- Gineceo: lo stilo è filiforme con peli sul lato inferiore; gli stigmi dello stilo sono due divergenti, filiformi, ricurvi con la superficie stigmatica posizionata internamente (vicino alla base).[16] L'ovario è infero uniloculare formato da 2 carpelli.
- Fioritura: da maggio a luglio (agosto - in collina).

Frutti. I frutti sono degli acheni con pappo formato da setole piumose. L'achenio è bruno ed è lungo 8 – 10 mm; alla base è cavo. Il pappo è grigiastro ed è lungo 10 – 13 mm.

## Biologia
- Impollinazione: l'impollinazione avviene tramite insetti (impollinazione entomogama tramite farfalle diurne e notturne).
- Riproduzione: la fecondazione avviene fondamentalmente tramite l'impollinazione dei fiori (vedi sopra).
- Dispersione: i semi (gli acheni) cadendo a terra sono successivamente dispersi soprattutto da insetti tipo formiche (disseminazione mirmecoria). In questo tipo di piante avviene anche un altro tipo di dispersione: zoocoria. Infatti gli uncini delle brattee dell'involucro si agganciano ai peli degli animali di passaggio disperdendo così anche su lunghe distanze i semi della pianta.

## Distribuzione e habitat

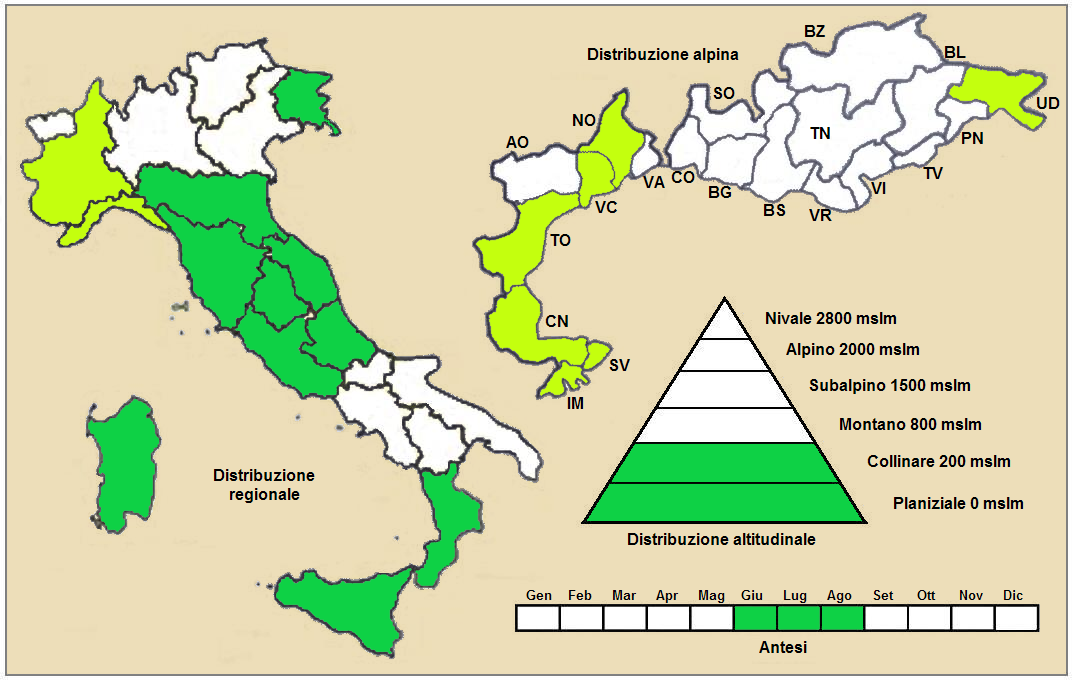
Distribuzione della pianta
(Distribuzione regionale – Distribuzione alpina)

- Geoelemento: il tipo corologico (area di origine) è Sud Est Europeo - Centro (Sud Ovest) Asiatico (Pontica Subalofita).
- Distribuzione: in Italia la distribuzione di queste piante è relativa al Nord-Ovest, Centro e Isole. Sono piante comuni. Sempre nelle Alpi, ma oltre il confine italiano, S. cana si trova in Austria.[18] Fuori dall'Italia (e dalle Alpi) questa specie si trova in Europa orientale, Anatolia, Asia mediterranea, Caucaso e Siberia occidentale.[2]
- Habitat: l'habitat preferito per queste piante sono i prati aridi su terreni argillosi e marnosi, i margine delle colture e le vigne. Il substrato preferito è calcareo con pH basico, bassi valori nutrizionali del terreno che deve essere secco.
- Distribuzione altitudinale: sui rilievi, in Italia, queste piante si possono trovare fino a 1.200 m s.l.m.. Nelle Alpi frequentano quindi i seguenti piani vegetazionali: collinare e quello planiziale.

### Fitosociologia

#### Areale alpino
Dal punto di vista fitosociologico alpino Scorzonera cana appartiene alla seguente comunità vegetale:
Formazione: delle comunità a emicriptofite e camefite delle praterie rase magre secche
Classe: Festuco-Brometea

#### Areale italiano
Per l'areale completo italiano questa sottospecie appartiene alla seguente comunità vegetale:
Macrotipologia: vegetazione erbacea sinantropica, ruderale e megaforbieti;
Classe: Artemisietea vulgaris  Lohmeyer, Preising & Tüxen ex Von Rochow, 1951;
Ordine: Podospermo laciniati-elytrigetalia athericae Biondi, Allegrezza & Pesaresi in Biondi, Allegrezza, Casavecchia, Galdenzi, Gasparri, Pesaresi, Vagge & Blasi, 2014
Alleanza: Podospermo laciniati-elytrigion athericae Pirone, 1995.
Descrizione: l'alleanza Podospermo laciniati-elytrigion athericae appartiene alle comunità pioniere emicriptofitiche, camefitiche e alofile delle aree argillose spesso affette da processi di erosione rapida dei suoli. Questa comunità è distribuita prevalentemente nella variante submediterranea del macrobioclima temperato e si estende dai calanchi e biancane dell'Italia centro-settentrionale fino al Molise.

## Tassonomia
La famiglia di appartenenza di questa voce (Asteraceae o Compositae, nomen conservandum) probabilmente originaria del Sud America, è la più numerosa del mondo vegetale, comprende oltre 23.000 specie distribuite su 1.535 generi, oppure 22.750 specie e 1.530 generi secondo altre fonti (una delle checklist più aggiornata elenca fino a 1.679 generi). La famiglia attualmente (2021) è divisa in 16 sottofamiglie.

### Filogenesi
Il genere di questa voce appartiene alla sottotribù Scorzonerinae della tribù Cichorieae (unica tribù della sottofamiglia Cichorioideae). In base ai dati filogenetici la sottofamiglia Cichorioideae è il terz'ultimo gruppo che si è separato dal nucleo delle Asteraceae (gli ultimi due sono Corymbioideae e Asteroideae). La sottotribù Scorzonerinae è il secondo clade che si è separato dalla tribù.
Con gli ultimi studi filogenetici da questo genere (Scorzonera) sono stati scorporati diverse sezioni (Takhtajaniantha, Lipschitzia,  Ramaliella, Epilasia e altre ancora trasformate in generi autonomi). Da questa operazione Scorzonera è risultato un genere monofiletico con quattro cladi maggiori e poche specie isolate. La specie S. cana appartiene al "Podospermum clade", individuato dai seguenti caratteri: l'habitus è erbaceo aromatico; le foglie sono pennate; le brattee esterne dell'involucro hanno un corno apicale; il carpoforo è presente; l'epidermide degli acheni è glabra. In Italia di questo clade fa parte anche la specie S. laciniata.
Il numero cromosomico di S. cana è: 2n = 14.
Nella "Flora d'Italia" di Sandro Pignatti questa specie è indicata come Podospermum canum C.A. Mey.. Nella pubblicazione "An annotated checklist of the Italian Vascular Flora" questa specie è indicata come Scorzonera jacquiniana  (W.D.J.Koch) Boiss..

### Sinonimi
Questa entità ha avuto nel tempo diverse nomenclature. L'elenco seguente indica alcuni tra i sinonimi più frequenti:
- Arachnospermum canum (C.A.Mey.) Domin
- Hieracium podospermoides  E.H.L.Krause
- Podospermum canum  C.A.Mey.
- Podospermum cernuum  Unio It. ex Steud.
- Podospermum cespitosum  Boiss. & Kotschy
- Podospermum diversifolium  Schur ex Nyman
- Podospermum heterophyllum  Schur
- Podospermum integrifolium  Schur
- Podospermum jacquinianum  W.D.J.Koch
- Podospermum loreum  Griseb.
- Scorzonera cana var. alpina  (Boiss.) D.F.Chamb.
- Scorzonera cana var. jacquiniana  (W.D.J.Koch) D.F.Chamb.
- Scorzonera jacquiniana  (W.D.J.Koch) Celak.
- Scorzonera lorea  Griseb.
- Scorzonera octangularis  Roth ex Steud.
- Scorzonera runcinata  Pall.